# العلاقات السنغالية المدغشقرية
العلاقات السنغالية المدغشقرية هي العلاقات الثنائية التي تجمع بين السنغال ومدغشقر.

## مقارنة بين البلدين
هذه مقارنة عامة ومرجعية للدولتين:
| وجه المقارنة                                              | السنغال                                              | مدغشقر                      |
| --------------------------------------------------------- | ---------------------------------------------------- | --------------------------- |
| المساحة (كم2)                                             | 196.72 ألف                                           | 587.04 ألف                  |
| عدد السكان (نسمة)                                         | 15.85 مليون                                          | 25.57 مليون                 |
| الكثافة السكانية (ن./كم²)                                 | 80.57                                                | 43.56                       |
| العاصمة                                                   | داكار                                                | أنتاناناريفو                |
| اللغة الرسمية                                             | لغة فرنسية، اللغة الولوفية، باديارا ‏، اللغة البلنتية | اللغة الملغاشية، لغة فرنسية |
| العملة                                                    | فرنك غرب أفريقي                                      | أرياري مدغشقري              |
| الناتج المحلي الإجمالي (بليون دولار)                      | 16.37 مليار                                          | 11.50 مليار                 |
| الناتج المحلي الإجمالي (تعادل القوة الشرائية) بليون دولار | 36.62 مليار                                          | 35.51 مليار                 |
| الناتج المحلي الإجمالي الاسمي للفرد دولار أمريكي          | 899                                                  | 401                         |
| الناتج المحلي الإجمالي للفرد دولار أمريكي                 | 2.33 ألف                                             | 1.44 ألف                    |
| مؤشر التنمية البشرية                                      | 0.466                                                | 0.510                       |
| رمز المكالمات الدولي                                      | +221                                                 | +261                        |
| رمز الإنترنت                                              | .sn                                                  | .mg                         |
| المنطقة الزمنية                                           | 00                                                   | ت ع م+03:00                 |

## منظمات دولية مشتركة
يشترك البلدان في عضوية مجموعة من المنظمات الدولية، منها:
| علم المنظمة | اسم المنظمة                                                | تاريخ انضمام السنغال | تاريخ انضمام مدغشقر |
| ----------- | ---------------------------------------------------------- | -------------------- | ------------------- |
|             | وكالة ضمان الاستثمار متعدد الأطراف                         | 12 أبريل 1988        | 8 يونيو 1988        |
|             | منظمة الشرطة الجنائية الدولية                              | ?                    | ?                   |
|             | مجموعة دول أفريقيا والكاريبي والمحيط الهادئ                | ?                    | ?                   |
|             | منظمة حظر الأسلحة الكيميائية                               | ?                    | ?                   |
|             | منظمة التجارة العالمية                                     | ?                    | ?                   |
|             | الفريق المعني برصد الأرض                                   | ?                    | ?                   |
|             | الأمم المتحدة                                              | 28 سبتمبر 1960       | 20 سبتمبر 1960      |
|             | الاتحاد الأفريقي                                           | ?                    | ?                   |
|             | مؤسسة التمويل الدولية                                      | 31 أغسطس 1962        | 27 سبتمبر 1963      |
|             | يونسكو                                                     | 10 نوفمبر 1960       | 10 نوفمبر 1960      |
|             | مؤسسة التنمية الدولية                                      | 31 أغسطس 1962        | 25 سبتمبر 1963      |
|             | الاتحاد الدولي للاتصالات                                   | 15 نوفمبر 1960       | 11 مايو 1961        |
|             | البنك الإفريقي للتنمية                                     | ?                    | ?                   |
|             | العملية المشتركة للاتحاد الأفريقي والأمم المتحدة في دارفور | ?                    | ?                   |
|             | أفريستات ‏                                                  | 21 سبتمبر 1993       | 2013                |
|             | البنك الدولي للإنشاء والتعمير                              | 31 أغسطس 1962        | 25 سبتمبر 1963      |
|             | المركز الدولي لتسوية المنازعات الاستشارية                  | 21 مايو 1967         | 14 أكتوبر 1966      |
|             | الاتحاد البريدي العالمي                                    | ?                    | ?                   |

## وصلات خارجية
- موقع وزارة الخارجية السنغالية